# Gangsta Boo
Lola Chantrelle Mitchell (7 de agosto de 1979 – 1 de enero de 2023), conocida profesionalmente como Gangsta Boo, fue una rapera estadounidense. Saltó a la fama como miembro de Three 6 Mafia, grupo al que se unió a los 14 años. Después de publicar seis álbumes, abandonó el grupo y su discográfica tras la publicación de su segundo álbum en solitario, Both Worlds *69 (2001), debido a disputas financieras y problemas relacionados con la promoción del álbum. Posteriormente publicó varios álbumes en solitario y se dio a conocer por colaborar con artistas como Eminem, Run the Jewels, La Chat, Latto, GloRilla, Outkast, Foxy Brown, Tinashe, Lil Jon y Yelawolf.

## Primeros años
Lola Chantrelle Mitchell nació en la zona de Whitehaven de Memphis, Tennessee el 7 de agosto de 1979. Aunque procedía de una familia de clase media, afirma que más tarde "se mudaron al barrio" tras el divorcio de sus padres. Empezó a rapear alrededor de los 14 años.

## Carrera musical

### Three 6 Mafia
Tras ser descubierta por DJ Paul, Gangsta Boo se convirtió en miembro de Three 6 Mafia, lo que la convirtió en la única mujer del grupo. Hizo su primera aparición en la mixtape de DJ Paul Volume 16: 4 Da Summer Of '94, publicada en 1994. Estuvo en el álbum debut del grupo en 1995 Mystic Stylez y en cuatro álbumes más hasta que finalmente abandonó el grupo en 2001 para priorizar su carrera en solitario.
En 2013, se unió al grupo derivado de Three 6 Mafia, Da Mafia 6ix, y apareció de forma significativa en su mixtape debut 6ix Commandments. Se apartó del grupo en 2014.

### Trabajo como solista
El primer álbum en solitario de Gangsta Boo, Enquiring Minds, se publicó en 1998 y alcanzó el número 15 en la lista Billboard Top R&B/Hip-Hop Albums y el número 46 en la Billboard 200.. El álbum incluyó el éxito sorpresa «Where Dem Dollas At?».
Su segundo álbum, Both Worlds *69 (2001), alcanzó el número 8 en la lista R&B/Hip-Hop y el 29 en la Billboard 200. En 2003, publicó su tercer álbum, Enquiring Minds II: The Soap Opera. El álbum alcanzó el número 53 en la lista de R&B/Hip-Hop y el 24 en Independent Albums.
En 2009, Gangsta Boo lanzó su tercera mixtape The Rumors (tras sus anteriores mixtapes Street Ringers Vol. 1 y Still Gangsta). También lanzó dos mixtapes con DJ Fletch, Miss.Com (No DJ Version en iTunes) y 4 Da Hood. El 27 de junio de 2011, lanzó su mixtape con Trap-A-Holics, Forever Gangsta. Ese mismo año, colaboró con Yelawolf y Eminem en la canción "Throw It Up".
El 27 de mayo de 2014, salió a la venta el extended play Witch, una colaboración con La Chat. El 14 de octubre de 2014, Gangsta Boo se asoció con BeatKing y lanzó una mixtape colaborativa, Underground Cassette Tape Music, Vol. 1. En 2018, se lanzó una mixtape sucesora titulada Underground Cassette Tape Music, Vol. 2.
Gangsta Boo apareció en el tema de Run the Jewels "Love Again (Akinyele Back)" de su álbum de 2014 Run the Jewels 2, y reapareció en el tema "Walking in the Snow" de su álbum de 2020 RTJ4. En 2022, apareció junto a GloRilla en la canción "FTCU" de la rapera Latto. En el momento de su muerte, había estado trabajando en un álbum que estaba previsto que se titulara The BooPrint.

## Muerte
Mitchell fue encontrada muerta en el porche de la casa de su madre en Memphis, Tennessee, el 1 de enero de 2023, a la edad de 43 años. El 15 de junio de 2023, la causa de su muerte se reveló como una sobredosis accidental de cocaína cortada con fentanilo.  La policía declaró que no había pruebas de juego sucio.

## Discografía

### Álbumnes solistas
- Enquiring Minds (1998)
- Both Worlds *69 (2001)
- Enquiring Minds II: The Soap Opera (2003)

### con Three Six Mafia
- Mystic Stylez (1995)
- Chapter. 1 The End (1996)
- Chapter 2: World Domination (1997)
- When the Smoke Clears: Sixty 6, Sixty 1 (2000)
- Choices: The Album (2001)

### Álbumnes recopilatorios
- Underground Vol. 2: Club Memphis (1999)
- Underground Vol. 3: Kings of Memphis (2000)

### With Tear Da Club Up Thugs
- CrazyNDaLazDayz (1999)

### With Da Mafia 6ix
- 6ix Commandments (2013)

### con DJ Paul
- Volume 16: 4 Da Summer Of ’94 (1994)

### con DJ Paul & Lord Infamous
- Come with Me 2 Hell Part 2 (1995)

### con DJ Paul & Juicy J
- Volume 3: Spring Mix (1995)

### con Prophet Posse
- Body Parts (1998)

### con Hypnotize Camp Posse
- Hypnotize Camp Posse (2000)

### con La Chat
- Witch (2014)

### Mixtapes
| - Still Gangsta (con DJ Smallz) (2006) - Memphis Queen Is Back (Still Gangsta Slowed & Throwed) (2007) - The Rumors (con DJ Drama) (2009) - Miss.Com (con DJ Fletch) (2010) - 4 Da Hood (con DJ Fletch) (2011) | - Foreva Gangsta (con Trap-A-Holics) (2011) - It's Game Involved (2013) - Underground Cassette Tape Music (con Beatking) (2014) - Candy, Diamonds & Pill's (2015) - Underground Cassette Tape Music 2 (con Beatking) (2018) |